# Ravinia laakei
Ravinia laakei är en tvåvingeart som först beskrevs av Hall 1931.  Ravinia laakei ingår i släktet Ravinia och familjen köttflugor. Inga underarter finns listade i Catalogue of Life.